# August Johnson
För andra betydelser, se August Johnson (olika betydelser).

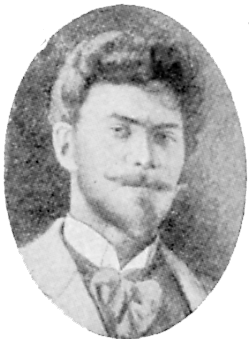
August Johnson.

August Johnson, född 21 augusti 1873 i Lund, död 1900 i Lund, var en svensk bildkonstnär. Han målade landskap och djur, tecknade, gjorde akvareller och trägravyrer.
I sin hemstad Lund knöt han vänskap med bland andra Anders Trulson och Ernst Norlind, av lika han starkt påverkade den senare genom sitt poetiska, öppna natursinne. Hans måleri från Skåne och Spanien blev stående vid vackra ansatser, avbrutna genom sjukdom. Artistiskt nådde han högst i akvarellerade teckningar, vilka tolkar liknande vemodsstämningar som tidens unga skånelyrik. Bland Johnsons oljemålningar märks Mot kvällen med ett par arbetshästar under en mäktig molnhimmel, och Fågelsträcket med två nakna pojkar på en vall.